# Jessica Hahn
Jessica Hahn (Massapequa, 7 de julho de 1959) é uma modelo e atriz norte-americana que foi inicialmente secretária do tele-evangelista Jim Bakker, a quem acusou de estupro. O escândalo sexual lhe deu fama na década de 1980.

## O caso
De acordo com Hahn, na tarde de 6 de dezembro de 1980, quando ela tinha 21 anos e trabalhava como secretária na igreja, ela foi drogada e estuprada pelos pastores Jim Bakker e John Wesley Fletcher por "cerca de 15 minutos".  Mais tarde, ela teria ouvido Bakker comentar com outro membro da PTL Club: "Did you get her too?" (numa tradução livre: "Você já foi nela também?")
O Charlotte Observer, no entanto, escreveu em 2017 que ninguém sabe exatamente o que aconteceu e não fez qualquer referência a drogas ou estupro, mas sim de que Fletcher havia chamado Jessica para ser a babá dos filhos de Bakker, que também queria deixar sua esposa enciumada. "Ela foi levada para o quarto do hotel, onde Bakker fez sexo com ela", escreveu o jornal. "Era como se Deus andasse pelo quarto. Depois não revelei o que aconteceu porque eu pensava: 'cale a boca', isto é a igreja.", disse Jéssica para a publicação. 
Já o ABC News escreveu em janeiro de 2019, que o encontro não foi consensual e que o que Jessica descreveu parecia um estupro. 

## A fama
Hahn tornou-se uma celebridade na mídia quando em 19 de março de 1987 foi anunciado que Bakker estava sendo afastado da direção da PTL e do Heritage EUA diante da iminente revelação de infidelidades sexuais, sendo substituído pelo tele-evangelista Jerry Falwell. Este, então, contratou detetives e auditores que constataram um desfalque de 265 mil dólares, que haviam sido pagos como suborno a Hahn, para que esta não revelasse o caso - dentre outras irregularidades financeiras que levaram ao colapso o império da PTL e a carreira de Bakker.
Hahn aproveitou-se da notoriedade para aparecer nua em algumas edições da revista Playboy (apareceu, na edição brasileira, em maio de 1988, sob o título "Como fui seduzida pelos pastores da tv"), além de aparecer em vídeos e programas de rádio e TV. 
Morou em Beverly Hills com Ron Leavitt, co-criador do seriado "Married… with Children", do qual se separou anos depois. 

## Atualização: 30 anos depois
Em 2017, aos 58 anos, falando para o Charlotte Observer, ela disse que se sentia furiosa e arrependida de ter estado no quarto do hotel onde o estupro aconteceu e de não ter feito as melhores escolhas depois do escândalo, o que incluía ter posado para a Playboy. Ela disse que fazia poucos anos que finalmente havia enfrentado sua raiva. Segundo ela, as escolhas que fez, a transformaram numa caricatura (em inglês: cartoon character). "Há noites agora em que eu acordo às 3 horas e estou suando. Nunca tive isto antes. Eu sempre pensava que tudo estava bem, que nada me afetava. Eu posei para a Playboy, fiz isto e aquilo. Mas agora eu acordei e, meu Deus, estou tão furiosa". 

Em 2017 vivia num rancho no norte de Los Angeles e era casada com Frank Lloyd.